# Zbigniew Horbowy
Zbigniew Horbowy (ur. 28 października 1935 w Łanczynie, zm. 17 czerwca 2019 w Polanicy-Zdroju) – polski artysta plastyk zajmujący się wzornictwem przemysłowym, szkłem unikatowym i użytkowym, profesor na Wydziale Ceramiki i Szkła oraz rektor Akademii Sztuk Pięknych we Wrocławiu, uważany za czołowego polskiego projektanta szkła użytkowego i twórcę własnej szkoły wzorniczej, związany z Dolnym Śląskiem.

## Życiorys
Urodził się na kresach wschodnich Rzeczypospolitej we wsi Łanczyn w pow. Nadwórna, w dawnym woj. stanisławowskim. Z Kołomyi razem z rodziną został przesiedlony po II wojnie światowej na Ziemie Odzyskane do Kargowej pod Zieloną Górą. Tam uczęszczał do szkoły podstawowej. Szkołę średnią ukończył w Wolsztynie. Jako młody chłopak interesował się mechaniką i myślał o studiach politechnicznych, jednak namówiony przez przyjaciela, Jerzego Antkowiaka, zdał razem z nim egzaminy wstępne do Państwowej Wyższej Szkoły Sztuk Plastycznych we Wrocławiu.
Edukację artystyczną odbierał w pracowni szkła ówczesnego rektora Stanisława Dawskiego. Pracę dyplomową zrealizował w 1959 w Hucie Szkła „Sudety” w Szczytnej, wykonując pełny zestaw naczyń użytkowych ze szkła (jako pierwszy student tej uczelni). W hucie tej podjął także pierwszą pracę po studiach, jako projektant w Ośrodku Wzornictwa, którym w późniejszych latach również kierował. Związany był później z Hutą Szkła Artystycznego „Barbara” w Polanicy-Zdroju, gdzie w latach 1975–1989 jako kierownik artystyczny prowadził eksperymentalne studio projektowe. Angażował się wówczas w organizację polanickich plenerów szklarskich – w latach 1978–1989 był ich organizatorem i komisarzem. Z jego inspiracji powstała Pracownia Szkła Artystycznego „Inco” we Wrocławiu.
Od 1965 podjął pracę dydaktyczną na macierzystej uczelni, pracując jednocześnie w przemyśle. W ciągu 40 lat przeszedł wszystkie szczeble naukowe i administracyjne PWSSP. W 1989 otrzymał tytuł profesora zwyczajnego. Był kierownikiem pracowni i Katedry Szkła, prodziekanem, dziekanem, prorektorem. W kadencji 1999–2005 pełnił funkcję rektora uczelni (noszącej od 1996 nazwę Akademii Sztuk Pięknych). Był członkiem senatu tej uczelni. Jego uczniami byli znani artyści m.in. Czesław Zuber, prof. Małgorzata Dajewska, prof. Kazimierz Pawlak, Janusz Robaszewski i dr Mariusz Łabiński.
Mieszkał w Polanicy-Zdroju i we Wrocławiu, prowadząc własne studio projektowe, opracowując m.in. projekty opakowań szklanych polskich alkoholi (m.in. dla Lubuskiej Wytwórni Wódek Gatunkowych „Polmos” w Zielonej Górze).
Zgodnie ze  swoją wolą został pochowany na cmentarzu parafialnym w Kargowej.

## Twórczość

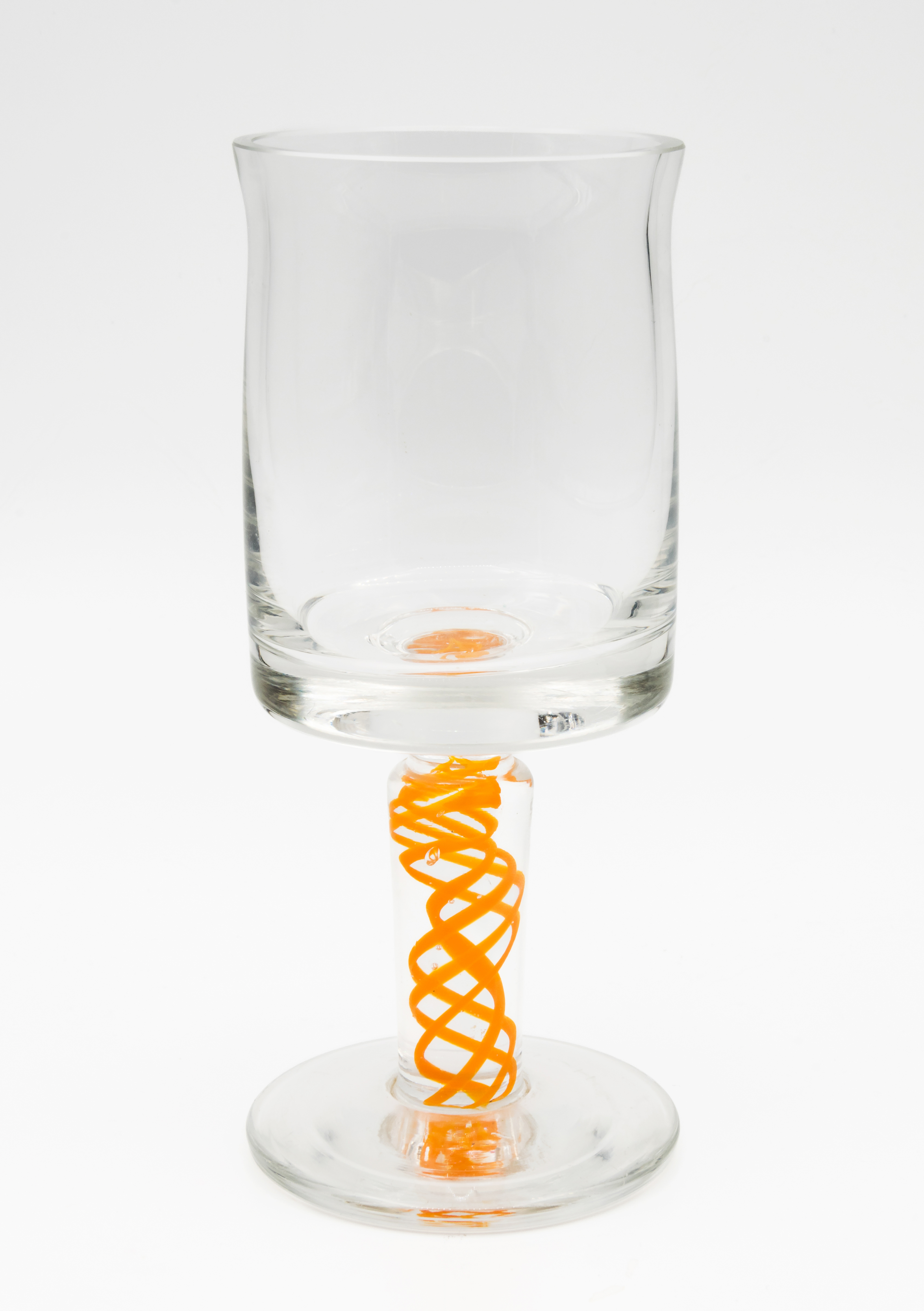
Kieliszek zaprojektowany przez Zbigniewa Horbowego

Uważany jest za projektanta, który w Polsce jako jeden z pierwszych twórców odszedł od tradycyjnych wzorów i utorował drogę nowemu myśleniu w dziedzinie szkła artystycznego. Jego wzory opierają się na prostej konstrukcji, ekonomice formy, oszczędnej kolorystyce, chłodnej, obiektywnej linii. W wielu opiniach uważany jest również za reformatora polskiego wzornictwa i pierwszego „rasowego” designera w Polsce. W latach sześćdziesiątych i siedemdziesiątych XX w. w sklepach poszukiwano szkieł Horbowego, co w czasach PRL było zjawiskiem wyjątkowym.
W opisach twórczości Horbowego podkreśla się upodobanie artysty do zwartych kształtów oraz prostych, wręcz surowych form. Dużo uwagi poświęcał eksperymentom technologicznym, wzbogacającym kolorystykę i różnicującym konsystencję szkła poprzez dodawanie do masy szklanej barwnych związków metali.
Profesor chętnie podejmował projekty i realizację dużych form architektonicznych w szkle, m.in. witraży o pow. 180 m² do kościoła pw. Świętej Jadwigi Królowej (parafia Świętej Jadwigi Królowej) w Częstochowie, kompozycji przestrzennych w Wytwórni Filmów Fabularnych we Wrocławiu, szklanych realizacji w firmach Cuprum i Provent we Wrocławiu.

## Wystawy
W jego dorobku jest ponad 30 wystaw indywidualnych, m.in.: Wrocław 1961, Warszawa 1966, Sofia, Budapeszt i Wiedeń w 1968, Malbork 1970, Berlin i Drezno w 1971, Wrocław, Hradec Králové i Pardubice w 1972, Kłodzko 1973, Poznań i Wrocław 1975, Bremerhaven 1978, Poznań 1980, Wrocław 1986, Kłodzko 1987. Wziął udział w ponad 80 wystawach zbiorowych, z których ważniejsze to: Wrocław 1960, Kraków i Liége 1963, Berlin, Praga, Budapeszt, Belgrad, Sofia i Wiedeń w latach 1962–1963, Warszawa i Hannover w 1964, Paryż i Sztokholm w 1967, Warszawa 1969, Berlin 1972, Jablonec 1973, Duisburg, Wiedeń, Praga, Erfurt i Wrocław w 1974, Kłodzko 1976, Katowice i Drezno 1979, Wrocław 1980, Sztokholm, Mariańskie Łaźnie, Moskwa i Sofia 1988, Düsseldorf 1989, Rühimäki 1996.
Dzieła Zbigniewa Horbowego można oglądać:
- w Muzeum Ziemi Kłodzkiej w Kłodzku wśród eksponatów stałej ekspozycji szkła artystycznego,
- w Wałbrzyskiej Galerii Sztuki BWA „Zamek Książ” w Wałbrzychu wśród eksponatów ekspozycji szkła artystycznego,
- w Galerii Ceramiki i Szkła BWA we Wrocławiu,
- na ścianie budynku Filharmonii Wrocławskiej – kompozycja przestrzenna projektowana wspólnie z Katarzyną Karpińską,
- w holu Zakładu Ozonowania Wody Wodociągów Wrocławskich – kompozycja ceramiczno-szklana.

## Nagrody
- nagroda Ziemi Kłodzkiej w 1961

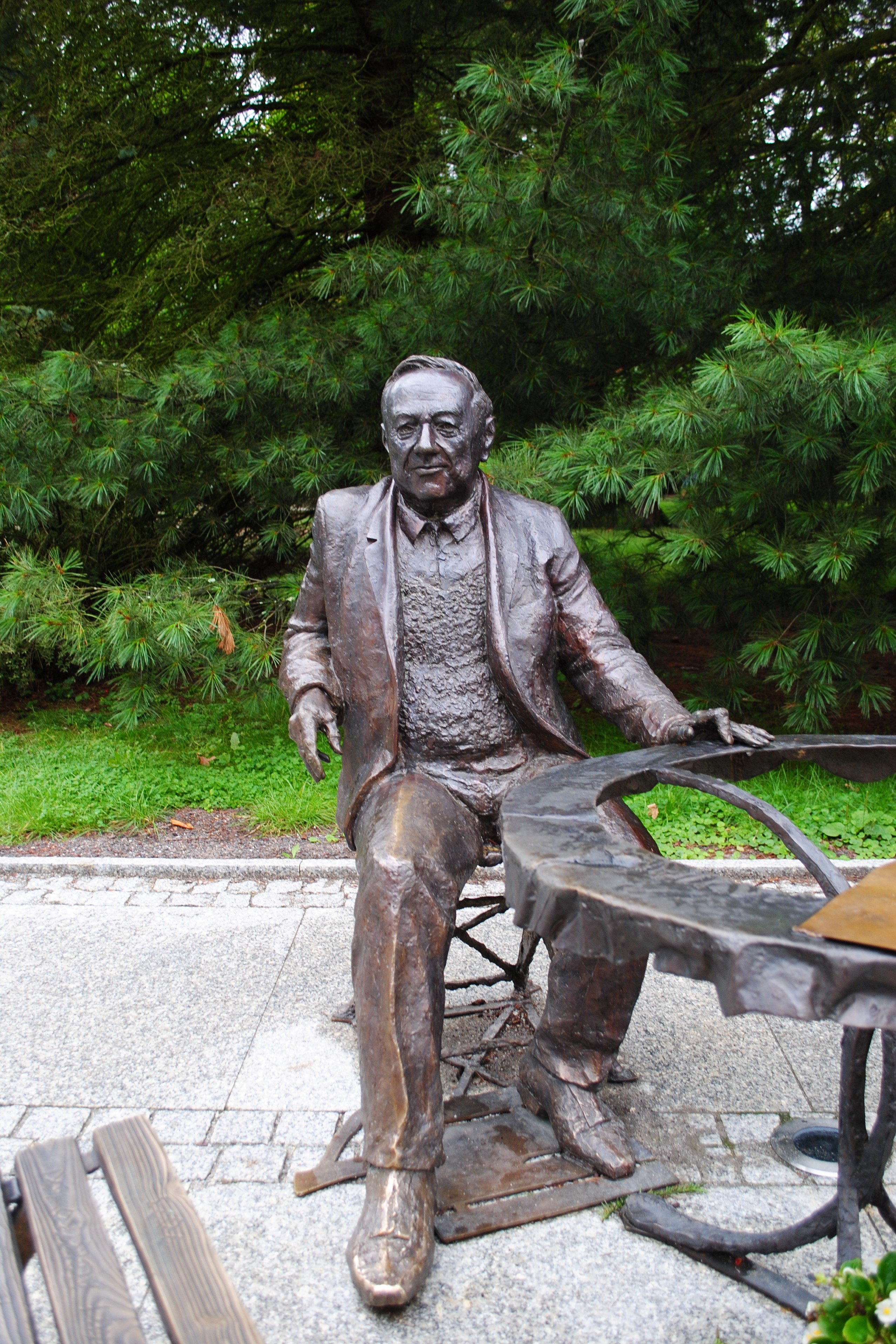
Pomnik profesora Horbowego w Parku Zdrojowym

- nagroda Centralnej Rady Wzornictwa w 1964
- nagrody Ministra Kultury i Sztuki: 1962, 1969, 1975, 1979.
- złote medale na wystawach: Jablonec 1973, Triennale Szkła w Kłodzku 1986.
- srebrny medal na wystawie w Erfurcie w 1974
- nagrody na Ogólnopolskich Wystawach Szkła w Katowicach w latach 1977 i 1979.
- nagroda Miasta Wrocławia w 1978
- Srebrny As Polish Foundation Promotion 1996
- tytuły „Zasłużony dla Polanicy-Zdroju” (1989) i „Honorowy obywatel Polanicy-Zdroju” (2006)
- Medal „Zasłużony Kulturze Gloria Artis” – srebrny (2005); złoty (2009)[4]
- Diament Wrocławia – nagroda Towarzystwa Miłośników Wrocławia, 2018[5]
- Srebrna Odznaka Honorowa Wrocławia (2018)[6]
- Nagroda Kulturalna Śląska w 2019 (pośmiertnie)[7]
- Honorowy Obywatel Gminy Kargowa (2019)[3]